# Pheles atricolor
Espèce
Pheles atricolor est un insecte lépidoptère appartenant à la famille  des Riodinidae et au genre Pheles.

## Taxonomie
Pheles atricolor a été décrit par Arthur Gardiner Butler en 1871 sous le nom de Leprinis atricolor.

### Sous-espèces
- Pheles atricolor atricolor, présent au Pérou et au Brésil
- Pheles atricolor malmanoury (Brévignon, 1998);présent en Guyane[1].

## Écologie et distribution
Pheles atricolor est présent en Guyane, au Brésil et au Pérou.

### Protection
Pas de statut de protection particulier.